# 圣瑟捷
圣瑟捷（法語：Saint-Setiers，法語發音：[sɛ̃ sətje]）是法国科雷兹省的一个市镇，位于该省北部偏东，属于于塞勒区。

## 地理
圣瑟捷（45°41'47"N, 2°7'48"E）面积46.78 平方千米，位于法国新阿基坦大区科雷兹省，该省份为法国中南部省份，北起上维埃纳省和克勒兹省，西接多爾多涅省，南至洛特省，东临多姆山省和康塔爾省。
与圣瑟捷接壤的市镇（或旧市镇、城区）包括：费尼耶、米勒瓦什、佩尔勒瓦德、索尔纳克。

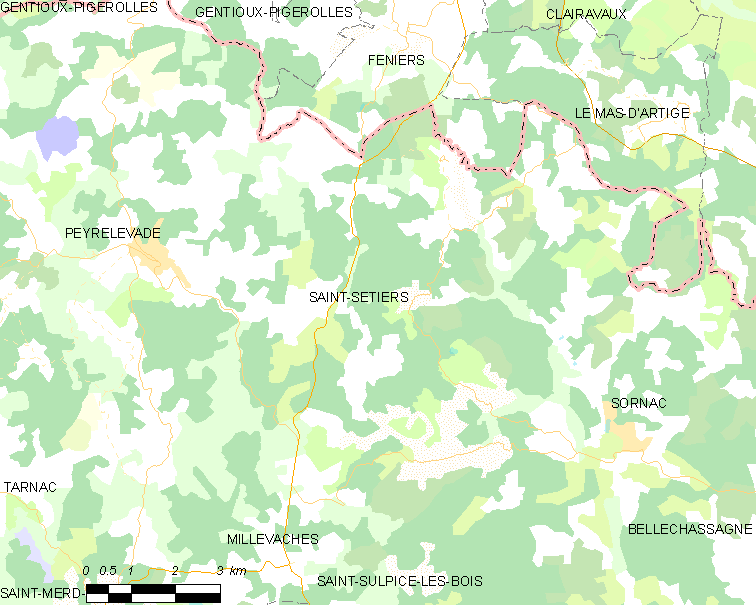
圣瑟捷的OSM定位图

圣瑟捷的时区为UTC+01:00、UTC+02:00（夏令时）。

## 行政
圣瑟捷的邮政编码为19290，INSEE市镇编码为19241。

## 政治
圣瑟捷所属的省级选区为米勒瓦什高原县。

## 人口

1962-2008年间圣瑟捷人口变化图示

圣瑟捷于2022年1月1日时的人口数量为266人。